# Линденкройц
Линденкройц (нем. Lindenkreuz) — община в Германии, в земле Тюрингия. Входит в состав района Грайц. Подчиняется управлению Мюнхенбернсдорф. Занимает площадь 8,97 км². Первое упоминание относится к 1487 году.

## Население
Население составляет 475 человек (на 31 декабря 2010 года).
| Год  | Численность | Численность |
| ---- | ----------- | ----------- |
| 2017 | 461         | [ 1 ]       |
| 2019 | 444         | [ 4 ]       |
| 2021 | 431         | [ 5 ]       |
| 2022 | 425         | [ 6 ]       |
| 2023 | 425         | [ 2 ]       |